# Aïcirits-Camou-Suhast
Aïcirits-Camou-Suhast é uma comuna francesa na região administrativa da Nova Aquitânia, no departamento dos Pirenéus Atlânticos. Estende-se por uma área de 9,65 km². Em 2010 a comuna tinha 685 habitantes (densidade: 71 hab./km²).